# Myripristis adusta
Myripristis adusta (Bleeker, 1853) è un pesce osseo marino appartenente alla famiglia Holocentridae.

## Distribuzione e habitat
M. adusta è distribuito nell'Indo-Pacifico dalle coste orientali africane alla Polinesia francese, a nord fino alle Ryūkyū e a sud fino alla grande barriera corallina australiana. È assente dal mar Rosso, il golfo Persico e la parte adiacente dell'oceano Indiano, dalle Hawaii e la parte più orientale della Polinesia.
Si incontra in ambienti di barriera corallina, specie in aree con pareti ripide o verticali con abbondante crescita corallina. Passa le ore del giorno nascosto negli anfratti dei coralli.
La distribuzione batimetrica va da 1 a 25 metri.

## Descrizione
Come tutti i Myripristis M. adusta ha sagoma alta, occhi molto grandi e bocca ampia con inserzione obliqua. Le scaglie sono grandi. La colorazione è distintiva, il corpo è rosato con evidenti riflessi bronzei, le scaglie hanno un bordo scuro che nella parte dorsale del corpo è blu scuro o nero. La parte molle della pinna dorsale, la pinna anale e la pinna caudale hanno uno spesso bordo scuro.
Raggiunge eccezionalmente i 35 cm di lunghezza massima, mediamente misura intorno ai 25 cm.

## Biologia

### Comportamento
È notturno come tutti gli Holocentridae. Si trova in piccoli gruppi talvolta frammisti ad altre specie di Myripristis o solitario.

### Alimentazione
La dieta è basata su crostacei planctonici, soprattutto stadi larvali di granchi.

### Riproduzione
La maturità sessuale avviene tra 16,5 e 20 cm di lunghezza.

## Pesca
La pesca a questa specie è limitata alla pesca artigianale o di sussistenza.

## Conservazione
La specie è distribuita su un vasto areale e non è soggetta a particolari impatti antropici. Per questo la lista rossa IUCN la classifica come "a rischio minimo".